# Johann Friedrich Petri
Johann Friedrich Petri (* 11. Januar 1751 in Hoym; † 24. Januar 1830 in Braunschweig) war ein deutscher reformierter Geistlicher.

## Leben
Johann Friedrich Petri war ein Sohn des Predigers Gottfried Petri. Er besuchte die Schulen in seinem Geburtsort und in Aschersleben und studierte dann von 1768 bis 1870 Theologie an der Universität Halle. Nach Beendigung seiner akademischen Ausbildung übernahm er in Bremen eine Hauslehrerstelle. Im Juni 1772 folgte er einem Ruf nach Bernburg. Er wurde dort Kapellan an der Liebfrauenkirche und hielt am 11. Oktober 1772 seine Antrittspredigt. 1782 wählte ihn die reformierte Gemeinde in Braunschweig zu ihrem Prediger. Er trat dieses Amt am 22. November desselben Jahres an. 1799 wurde er von der in Celle gehaltenen Synodalversammlung der vereinigten reformierten Kirchen in Niedersachsen zu ihrem Moderator gewählt und ordnete als solcher 1806 bzw. 1811 die Angelegenheiten der reformierten Kirche in Celle bzw. Göttingen. Auch die Synode in Braunschweig wählte ihn 1816 zum Moderator. Am 13. Oktober 1822 feierte er sein 50-jähriges Amtsjubiläum durch eine Predigt und öffentliche Taufe seiner Enkelin. Von der theologischen Fakultät der Universität Göttingen erhielt er bei dieser Gelegenheit das Ehrendiplom eines Doktors der Theologie. Er starb am 24. Januar 1830, allgemein geschätzt wegen seiner gründlichen theologischen Kenntnisse, seiner gewissenhaften Berufsausübung und seines unbescholtenen Lebenswandels. 
Für schriftstellerische Arbeiten fehlte es Petri an Muße, und nur einzelne Gelegenheitspredigten sind von ihm im Druck erschienen, u. a. 1806 eine Predigt, die durch den Tod des niederländischen Erbstatthalters Wilhelm V. veranlasst war. Auch die Predigt, die er bei der Feier seines 50-jährigen Amtsjubiläums hielt, wurde 1822 in Braunschweig gedruckt.